# Château de Montbrun (Dournazac)
Pour les articles homonymes, voir Château de Montbrun.
Le château de Montbrun est un château fort des XIIe et XVe siècles, situé dans la commune de Dournazac en Haute-Vienne.

## Historique
Le site est occupé dès le XIe siècle, comme en témoigne la haute motte castrale située à proximité immédiate de l'actuel château.
En 1199, le seigneur de Montbrun, Pierre Brun, dirigeait avec le chevalier Pierre Basile la garnison du château de Châlus-Châbrol lors du siège au cours duquel Richard Cœur de Lion trouva la mort.
Au XIIe siècle, un château de pierre, dont subsiste le donjon de style roman, est construit. Ce château est incendié, et presque entièrement reconstruit, au XVe siècle. Saccagé et pillé à la Révolution Française, il est restauré au XIXe siècle. Il subit un nouvel incendie en 1917 et est profondément restauré.
Depuis la fin du XXe siècle, le château est entièrement restauré et habité par M. Maarten Joost Lamers, originaire des Pays-Bas en 1995.
L'intérieur du château est inscrit au titre des monuments historiques depuis le 20 septembre 1946 alors que les extérieurs et la parcelle sont classées le 10 avril 1990.

## Description
Le site a conservé la plateforme insulaire ainsi que les étangs du XIIe au XIVe siècle.
Le site comprend, derrière le château, le tertre qui portait le château primitif du XIe siècle, les étangs, les vestiges des maisons des chevaliers (milites castri), et le château rebâti à la fin du Moyen Âge.
La motte aurait à sa base un souterrain composé de « galeries avec des petites cavités creusées dans les parois »,
Bien que modèle idéal du château fort, Montbrun présente de nombreuses caractéristiques qui en font avant tout un château de plaisance. Le château conserve un haut donjon roman qui au XIVe siècle a été couronné de mâchicoulis, et le logis du XVe siècle flanqué de quatre tours aux angles est percé de grandes fenêtres à meneaux peu faciles à défendre.
Le château de Montbrun reste l'un des sites phares de la communauté de communes Pays de Nexon-Monts de Châlus et du parc naturel régional Périgord Limousin. 
Il est l'un des quatre sites du Limousin représentés au parc France miniature, en région parisienne.
Le château est utilisé dans le film Les Visiteurs. On l'aperçoit au début du film sur une colline boisée, puis déformé par la vision de Godefroy sous l'effet de la potion.
En 2023 le château, son domaine de 168 hectares et les dépendances sont offerts à la vente par des agences immobilières pour un montant de 30 millions d'euros. Les annonces décrivent des aménagements intérieurs récents haut de gamme sur 3 500 m2 : une suite, avec jacuzzi et sauna, et quinze chambres avec salle de bain ou salles d'eau privatives, une bibliothèque à deux étages, une salle de musique, une salle de réunion et plusieurs salles et salons de réception.